# Ligue révolutionnaire communiste de Turquie
La Ligue révolutionnaire communiste de Turquie (en turc : Türkiye Ihtilalci Komünistler Birliği, abrégé en TIKB) est un parti politique marxiste-léniniste turc.

## Formation et orientation
Les fondateurs de l'organisation, aussi connue comme Aktancılar, en référence à Aktan Ince, l'un des dirigeants dans les années 1970, sont en 1975 impliqués dans la réorganisation du THKO. Au début, ils forment un petit groupe réuni autour de la revue Halkın Kurtuluşu, qui deviendra plus tard le TDKP, jusqu'à ce qu'Aktan Ince et ses proches décident de créer en 1977 une autre revue, Devrimci proletarya (Le Prolétarien révolutionnaire). Lors d'une « Assemblée des militants progressistes » (tr: Ilerici militanlar toplantısı) en février 1979, le Groupe adopte le nom de TIKB. Après cela sont publiées deux revues: l'une, İhtilalci komünist (Le Communiste révolutionnaire) est destinée à la formation des militants, l'autre, Orak-çekiç (Faucille et marteau), doit définir l'axe tactique. Les deux revues sont illégales. En avril 1980, l'organisation  tient sa première conférence à Istanbul. Comme beaucoup d'autres organisations, la TIKB est concernée par les vagues d'arrestations qui suivent le coup d'État de 1980. Ce n'est qu'à partir de 1987/88 que le parti reprend ses activités en Turquie et à l'étranger[réf. nécessaire].
En juillet 1991, le deuxième congrès a lieu, au cours duquel Kenan Güngör, Selim Açan et Yaşar Ayaşlı sont élus au comité central. Le 3e a lieu en 1993, et le 4e congrès en janvier 2010, ce qui a donné lieu à des scissions. L'une des scissions s'est manifestée en 1995 avec la création d'un groupe avec le suffixe B pour "bolcheviks" (TİKB-B). Il s'est organisé autour de la revue Proleter devrimci duruş (Attitude prolétarienne révolutionnaire). En septembre 2012, le 1er congrès de la TİKB a lieu. Les protestations autour du parc Gezi en 2013 sont considérées par le TİKB comme une renaissance. Ethem Sarısülük, qui est décédé lors d'une manifestation à Ankara en juin 2013, est désigné comme militant de la TİKB[réf. nécessaire].
La TİKB décrit l'économie de la Turquie comme « semi-coloniale et semi-capitaliste » et la voit sous l'hégémonie de l'impérialisme américain. L'ex-Union soviétique a été classée par elle comme social-fasciste. Son modèle de socialisme est calqué sur l'Albanie. Le TİKB estime nécessaire de « renverser la suprématie de la bourgeoisie par une révolution violente pour établir la dictature du prolétariat »[réf. nécessaire].

## Activités
La TİKB a été impliquée dans des affrontements violents avec d'autres organisations avant le coup d'état de 1980. Des partisans de la TİKB et de Halkın Kurtuluşu ont par exemple été tués. Cette forme de violence a ensuite été considérée comme une erreur. Sous le nom de "socialisation" (tr: kamulaştırma), des joailleries, des bureaux de change et des banques ont été attaqués. Parmi les cibles se trouvaient également les forces de sécurité et des partis politiques, principalement le MHP, classé comme fasciste.
Dans un rapport publié en 1996 par Amnesty International, le TIKB est considéré comme un des groupes d'opposition armés responsables de violations des droits de l'homme. Le TİKB a été impliqué dans les événements du district de Gazi en 1995. Deux membres ont été tués. Le TİKB est également actif à l'étranger, notamment en Allemagne. En effet, une première conférence a eu lieu en janvier 2001.

## Poursuites
Après le coup d'État de 1980, certains membres sont morts sous la torture et d'autres ont été abattus en tentant d'échapper à l'arrestation. D'autres personnes ont été arrêtées et condamnées à de longues peines d'emprisonnement. L'organisation se targue de ne s'être pas retirée de Turquie après le coup d'État, et affirme que la plupart de ses militants n'ont jamais avoué sous la torture. Sur les 8 membres du comité central arrêtés, un seul a fait une déclaration, et 90% des militants auraient refusé d'avouer entre les mains de la police. Dans un numéro spécial d'octobre 1982, l'office de secours alternatif à la Turquie a intenté plusieurs procès devant les tribunaux militaires d'Istanbul et d'Ankara, au cours desquels 113 personnes ont été inculpées en tant que membres de la TİKB. Contre 22 d'entre eux, la peine de mort a été demandée. D'autres documents datant de juin 1986 montrent que six peines de mort ont été prononcées contre les 186 membres présumés de la TİKB.
Il y a eu aussi des procès répétés de membres du TİKB, par exemple:
- 4 avril 1998 : La Cour de sûreté de l'État (SSG) 1 à Istanbul a jugé cinq personnes pour deux meurtres commis au nom du TIKB. Trois condamnations à mort ont été prononcées (Adem Kepeneklioğlu, Turan Tarakçı et Mehmet Hakan Canpolat). Un accusé a reçu douze ans et demi de prison, et une personne a été acquittée[8].
- 20 juillet 2001 : Lors d'une procédure à Istanbul contre 21 accusés, pour le meurtre d'un policier en janvier 2001, à Istanbul, le Procureur de la république a demandé la peine de mort contre trois d'entre eux (Erdinç Yücel, Erkan Altun et Yüksel Okuyucu)[9].
- Septembre 2008 : Dans une procédure à Istanbul contre 22 accusés, du meurtre de trois personnes au nom de la TIKB, trois ont été condamnés à la réclusion à perpétuité et deux à la réclusion à perpétuité. Les victimes du meurtre étaient Emrah Sarıtaş et Ergin Topal (assassiné le 2 août 1995) et Deniz Birinci (assassinée le 23 juin 1998)[10]. Gürbüz Aydemir, Ulaşs Dil et Yüksel Yiğitdoğan ont été condamnés à la prison à vie. En mars 2010, la Cour européenne des droits de l'homme a estimé que l'affaire contre Yüksel Yiğitdoğan n'avait pas respecté les principes énoncés dans la Convention européenne des droits de l'homme (CEDH)[11].

Des membres de la TİKB détenus ont participé à plusieurs reprises à des grèves de la faim de prisonniers politiques en Turquie. Certains d'entre eux ont perdu la vie dans des actions connues sous le nom de Mort Rapide (tr: ölüm orucu). Haydar Başbağ et M. Fatih Öktülmüş sont morts lors d'une grève de la faim à la prison militaire de Metris en 1984. Au cours de l'été 1996, des grévistes de la faim, Tahsin Yılmaz, Hicabi Küçük et Osman Akgün ont été tués. Après la prise d'assaut de 20 prisons, le 19 décembre 2000, 30 prisonniers et deux soldats ont perdu la vie. Sont morts Tuncay Günel, Ali Çamyar, Lale Çolak et Okan Külekçi, accusés d'être des membres de la TIKB.

## Publications
À la fin des années 1970, la TIKB a publié un magazine légal intitulé Devrimci proleterya. Après avoir été réactivée dans la seconde moitié des années 1980, elle a également publié le magazine légal Alınteri et le magazine illégal Orak-cekiç. Il y a eu beaucoup de procès contre le magazine Alınteri, dans lesquels ce sont surtout les rédacteurs en chef respectifs qui ont été condamnés à des amendes ou à des peines d'emprisonnement. Il y avait aussi des cas dans lesquels les lecteurs du journal légal ont été traités comme des membres de l'organisation illégale TİKB
Le Livre Adressiz sorgular (Interrogatoires sans adresse), écrit par un membre dirigeant de la TIKB, Yaşar Ayaşlı, parut d'abord dans la maison d'édition Yurt, en juin 1989. L'auteur y décrit en premier lieu, sa résistance à la torture après son arrestation en 1985. Le livre a été confisqué et l'auteur et l'éditeur Unsal Öztürk inculpé pour "propagande communiste", "injure à l'autorité publique" et "éloge d'infraction", mais acquitté en mars 1990. Yaşar Ayaşlı a été critiqué par ses anciens camarades pour avoir écrit des informations inexactes, de poursuivre des objectifs personnels avec ce livre, et de nuire à l'organisation. Enfin, un collectif d'écrivains connu sous le nom d'Osman Yaşar Yoldaşçan (d'après un militant tué à Istanbul à la fin du mois de septembre 1980 alors qu'il s'opposait à son arrestation à l'aide de son arme à feu), a publié une refonte du livre. Un film avec le même titre a été tourné en 2006 mais interdit en Turquie.
Le 3 novembre 2010, Nevin Berktaş a été arrêté à Istanbul et a purgé une peine de prison de 10 mois dans le cadre de son livre Hücreler (Cellules). Le livre a été publié en 2000 par l'éditeur Yediveren. Dans ce document, l'autrice relate ses expériences dans la prison d'Adana, où elle a été inculpée devant le tribunal militaire après le coup d'État de 1980 pour appartenance à la TİKB-B et condamnée à plus de 18 ans de prison. Après que la Cour européenne des droits de l'homme a statué en février 2011 que la condamnation de Nevin Berktaş pour «propagande pour une organisation terroriste» violait la liberté d'expression, elle a été libérée. La CEDH a écrit dans son Arrêt :
« Le livre contient des passages qui reflètent principalement les expériences personnelles des auteurs et des personnes condamnées pour appartenance à la TIKB (bolchevik). Cela donne l'impression d'une critique massive du système pénal turc [...] Il se peut que certaines des opinions exprimées dans le livre soient controversées et corrélées avec le TIKB (bolchevik), mais le ton hostile de certains passages exprime plus de profondes souffrances face à des événements tragiques dans les prisons qu'un appel à la violence. »